# 皮尔斯-箭头汽车公司
皮尔斯-箭头汽车公司（Pierce-Arrow Motor Car Company）是一家1901年到1938年存在于美国纽约州水牛城的汽车公司，以生产豪華汽車闻名，但也生产商用货车、消防车、船只、露营拖车、摩托车和自行车。

## 历史

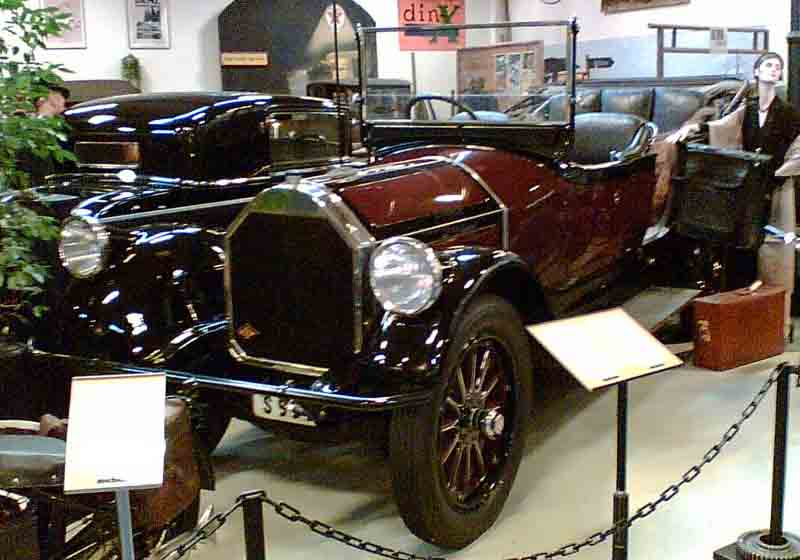
一辆1919年的皮尔斯-箭头汽车

公司成立于1865年，本来生产的是家居用品，尤其是精美的镀金鸟笼。1872年，乔治·诺曼·皮尔斯（George Norman Pierce）从另外两个创始人手里买下公司，更名为乔治·N·皮尔斯公司（George N. Pierce Company），1896年开始生产自行车。1901年，它开始生产汽车。1904年，皮尔斯决定专注生产豪车，“Great Arrow”面世。